# Orgelbygning og orgelmusik i Tyskland
Orgelbygning og orgelmusik i Tyskland er i 2017 optaget på Unescos liste over immateriel kulturarv.
Tyskland har en rig historie og tradition omkring orgelbyggeri, orgelbyggere og orgelmusik. Tyskland er det land i verden, der har bygget flest orgler, omkring 50 000. Nogen af de mest berømte, gamle orgelmetropoler i Tyskland er Waldkirch og Berlin. Berlin husede blandt anden den berømte orgefabrik, Bacigalupo, hvor der i mange år blev bygget orgler (lirekasser og positiver). Fabrikken forsynede fra slutningen af 1800-tallet til midten af 1900-tallet det meste af Europa, England og USA, og havde på et tidspunkt 150 ansatte.